# David Ekholm
David Ekholm (Ekshärad, 16 de enero de 1979) es un deportista sueco que compitió en biatlón. Está casado con la también biatleta Helena Jonsson.
Ganó una medalla de plata en el Campeonato Mundial de Biatlón de 2009, en el relevo mixto.

## Palmarés internacional
| Campeonato Mundial | Campeonato Mundial          | Campeonato Mundial | Campeonato Mundial |
| Año                | Lugar                       | Medalla            | Prueba             |
| ------------------ | --------------------------- | ------------------ | ------------------ |
| 2009               | Pyeongchang (Corea del Sur) | Medalla de plata   | Relevo             |